# 中国环境科学学会
中国环境科学学会是中华人民共和国环境科学工作者组成的群众性学术团体，是中国科学技术协会主管的社会团体，1979年3月在四川省成都市成立。